# Drunken Hearted Man
Drunken Hearted Man è una canzone blues di Robert Johnson.

## Il brano
La canzone vuole essere un omaggio di Johnson alla figura di Lonnie Johnson, bluesman di importante influenza su di lui. Fu registrata dopo Malted Milk, altro omaggio di Robert Johnson a Lonnie Johnson.

## Curiosità
Il brano rimase inedito fino al 1970, anno in cui fu inserito nell'album King of Delta Blues Singers, Vol.2.